# Jamet Mettayer
Pour les articles homonymes, voir Mettayer.
Jamet Mettayer  [ou  Jean ou Jean Jamet], latinisé en « Jametius Messorius » ou « Metayerius », italianisé en « Giametto Metaieri », est un imprimeur-libraire français actif de 1573 à sa mort en 1605. Il a travaillé à Paris de 1573 à 1588, à Blois en 1589, à Tours de 1589 à 1594 (où il suivit la cour de France durant les troubles de la Ligue) puis à Paris de nouveau entre 1594 et 1605. Il a été imprimeur du roi pour les mathématiques à partir de 1580 puis imprimeur ordinaire du roi à partir de 1583.

## Famille
On peut supposer qu’il est né vers 1550, dans une ville non précisée. Il se marie avant 1571 avec Catherine Guynier, fille du libraire Pierre Guynier.
Au début de sa carrière, il signe parfois « Jean », ce qui a laissé croire qu’il avait un frère.
- Il aura un fils, Pierre Mettayer, qui deviendra aussi imprimeur du roi, avec qui il s’associe à partir de 1596 et qui lui succédera à sa mort. Pierre mettra son nom sur des publications de 1589 à 1637.
- Il aura également une fille, Jeanne, mariée avec le libraire imprimeur Marc Orry et qui lui succède en 1610, imprimant cinq ouvrages entre 1612 et 1615[3].
- Sans préjuger d’autres enfants...

### Paris

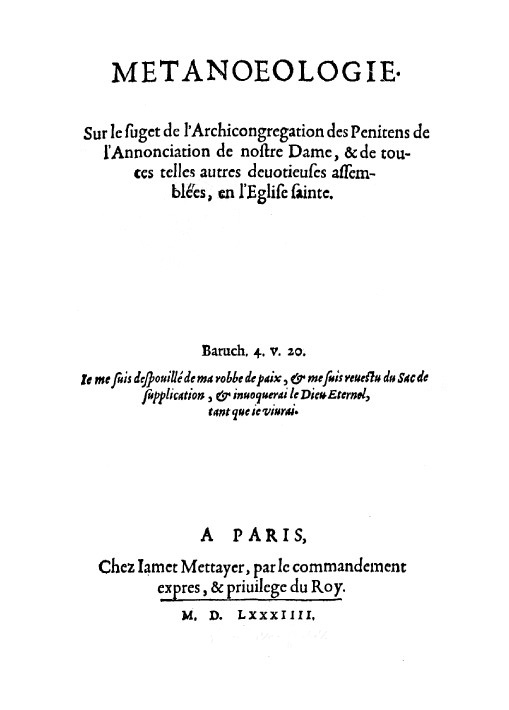
La Metanoeologie d'Émond Auger (Paris, 1584).

Les premiers signes de la carrière de Jamet Mettayer se voient en 1573 ; il commença plus probablement comme libraire que comme imprimeur. Cette année-là, il fait imprimer un ouvrage par Gabriel Buon, et édite un recueil d’estampes. Il obtient le 17 août 1574 un privilège pour l’édition des Commentaires des dernières guerres en la Gaule Belgique de François de Rabutin, puis le cède à Nicolas Chesneau, Michel Sonnius, Guillaume de La Nouë et Marc Loqueneulx.
Il travaillait rue du mont Ste Geneviève, près les boucheries Sainte-Geneviève, devant le Collège de Laon, à l’image Saint-Jean. Cette adresse n’a semble-t-il jamais changé.
Ses impressions restent peu nombreuses durant quelques années et il est possible qu’il ait accessoirement travaillé à Tours vers 1577-1580, puisqu’on connaît entre 1577 et 1580 deux éditions dont l’adresse porte « Tours ».
Il imprime en 1580 un ouvrage de Procope de Gaza dont le colophon révèle qu’il est déjà à l’époque imprimeur du roi pour les mathématiques : « Parisiis, excudebat Ioannes Mestayer, in mathematicis typographus regius... » (il avait d’ailleurs imprimé dès 1579 des ouvrages du mathématicien François Viète).
Le rapprochement avec la cour, sous-entendu par cette charge d’imprimeur du roi, se traduit aussi dans le domaine liturgique, évoquant même une certaine proximité avec Henri III de France. Mettayer soutient la mouvance religieuse du roi, qui crée plusieurs confréries religieuses, en imprimant pour celles-ci des statuts, des livres d’heures, des psautiers, un bréviaire, et l’office de la Vierge, pour l’Ordre du Saint-Esprit (1580), l’archicongrégation des Pénitents de l’Annonciation Notre-Dame (1583), l’Oratoire de la Vie saine (1584) ou enfin l’Oratoire et compagnie du benoist Saint François (1586), mais quelques-uns aussi pour l’église catholique en général. En 1589 il devient même l’imprimeur officiel de la Congrégation des Pénitents de l’Annonciation Notre-Dame.
Ces livres religieux prennent une place majeure dans sa production entre 1583 et 1587 ; il s’y trouve quelques livres dont l’impression est d’excellente qualité et auxquels sa réputation est restée attachée. Il y maîtrise parfaitement l’édition liturgique, réputée complexe avec deux couleurs, du latin, du plain-chant et des textes en notes. Plusieurs d’entre eux ont été couverts de reliures précieuses ou macabres, assez recherchées de nos jours.
C’est surtout à partir de 1586 que sa production prend quelque ampleur. À cette époque, il imprime fréquemment des ouvrages édités par une Compagnie de libraires pour l’impression des Pères Grecs et Latins, dite Compagnie de la Grand-Navire, dirigée par Jacques Du Puis, Sébastien Nivelle, Michel Sonnius et Baptiste Dupuis.
En 1588, ce sont les États généraux qui se tiennent à Blois à partir d’octobre qui alimentent le plus ses presses : actes, harangues, déclarations, édits, discours, remerciements, exhortations, adresses et remontrances se succèdent en cette fin d’année et au début de l’année 1589, jusqu’à son départ pour Blois. Dans cette première époque parisienne, l’édition littéraire aura donc été très mineure, les dominantes étant politiques et liturgiques.

### Blois et Tours

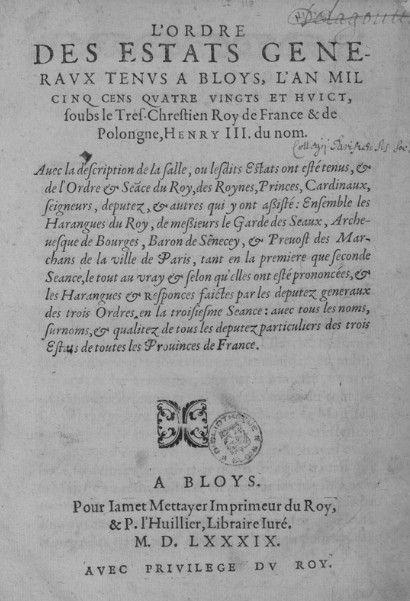
L'Ordre des Etats généraux... (Blois, 1589).

Après quelque temps à Blois, Jamet Mettayer décide de rester fidèle au roi et s’installe à Tours à la suite de la cour, avec ses meubles et son matériel complet. Il habite rue de la Scellerie, paroisse Saint-Saturnin une maison louée par Nicolas de Nancel. Sa boutique était sise dans les galeries de l’abbaye Saint-Julien. Il signe pour François Viète le 21 avril et le 27 avril 1589 un bail à Tours.
Durant cette époque, il  travaille d’abord en association  avec Barthélemy Gomet, puis d’octobre 1591 à octobre 1593 avec Jean Richer (imprimeur), Claude de Monstr'oeil, Sébastien Du Molin, Mathieu I Guillemot, Georges Drobet et Marc Orry, son gendre. Il reçoit à Blois, le 21 octobre 1588, le renouvellement de sa charge d’imprimeur du roi, qui lui permet statutairement d’imprimer toutes sortes d’actes royaux ; la majeure part de sa production consiste alors en actes administratifs ou politiques, qui soutiennent le parti du roi contre celui de la Ligue, et dont une partie a probablement été imprimée pour lui par ses associés. L’assassinat de Henri III en août 1589 est ensuite l’occasion de publier force regrets, lamentations et autres pièces funèbres, puis celle de louer la figure du nouveau roi Henri IV.
Le 17 janvier 1590 il obtient le renouvellement de son office d’imprimeur et libraire du roi ; il obtient le même jour l’office de scelleur des expéditions du Parlement et de concierge du Palais.
En 1594, repartant pour Paris, il revend une part de son imprimerie et sa boutique à Maurice Bouguereau.

### Paris
Fidèle à Henri IV, Mettayer ne rentre installer ses presses à Paris qu’en 1594 lorsque le roi s’y fixe. Il présente au Conseil d’état une requête pour garder son office d’imprimeur du roi (concurremment avec Pierre L’Huillier) et destituer Fédéric II Morel du sien, qui avait servi les Ligueurs. Un arrêt du 20 avril 1594 permet aux trois imprimeurs du roi de garder leur office, mais leur impose d’imprimer solidairement, comme une association forcée (de fait une société est créée en 1595 pour permettre ce fonctionnement ). Il travaille de plus en plus souvent avec son fils Pierre à partir de cette époque.
En mars 1596, le roi, peut-être pour les remercier de leur fidélité pendant la Ligue, favorise l’association de Jamet Mettayer et celle de Pierre L'Huillier à la Compagnie des Usages, avec Sébastien Nivelle, Guillaume Chaudière, Guillaume de La Nouë, Michel Sonnius, Claude Chappelet et Jean Corbon. Par lettres patentes en date du 1er mai 1596, le privilège de cette Compagnie fut renouvelé (deux ans pour l’impression des anciennes éditions, et dix ans pour les bréviaires, missels, diurnaux, offices et heures suivant la réformation de Clément VIII). Mais, vieillissant, il est progressivement mis à l’écart des grands courants de l’édition religieuse.
Jamet Mettayer s’éteint peu avant le 12 février 1605. Son inventaire après décès est prisé à 5 891 lt pour le stock de librairie et 1 436 lt seulement pour le matériel d’imprimerie, prisées assez faibles qui révèlent une activité diminuée. Son atelier perdure, sous la direction de son fils Pierre, déjà associé avec son père.
C’est finalement durant cette seconde période parisienne que sa production est la plus variée : poésie et littérature française ou italienne, mathématiques, actes royaux toujours mais en moindre nombre, politique, liturgie ou édification, agriculture, histoire ou droit. La fameuse Satire Ménippée, notamment, sortira de ses presses en 1594.

## Matériel

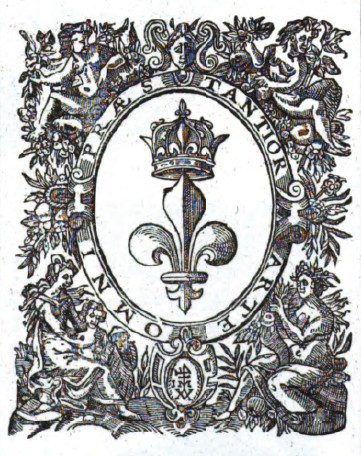
Une marque typographique de Jamet Mettayer.

Jamet Mettayer a eu plusieurs marques, qui portaient une fleur de lys avec la devise Omni præstantior arte. Son matériel est de bonne qualité, avec des lettrines ou des bandeaux élaborés, qui donnent à ses impressions une belle qualité graphique.

## Liste chronologique sommaire des éditions de Jamet Mettayer
Cette liste n'est pas exhaustive ; elle contient toutefois les éditions les plus notables de l'imprimeur. Lyon BM = Bibliothèque municipale. Paris Ars. = Bibliothèque de l'Arsenal. Paris SG = Bibliothèque Sainte-Geneviève. Paris Maz. = Bibliothèque Mazarine.